# Lammassaari (ö i Lappland, Rovaniemi, lat 66,04, long 27,16)
Lammassaari är en ö i Finland. Den ligger i sjön Simojärvi och i kommunen Ranua i den ekonomiska regionen  Rovaniemi ekonomiska region  och landskapet Lappland, i den norra delen av landet, 700 km norr om huvudstaden Helsingfors. Öns area är 6,4 hektar och dess största längd är 0,6 kilometer i öst-västlig riktning.